# Буравкін Геннадій Миколайович
Геннадій Миколайович Буравкін (нар. 28 вересня 1936, с. Шулятино, зараз в. Тродовичі, Россонський район, Вітебська область — 30 травня 2014, Мінськ) — білоруський поет, державний діяч.

## Біографія
Народився в сім'ї службовця. Другу світову війну пережив на окупованій території. Закінчив відділення журналістики філфаку БДУ (1959). Працював у журналі «Комуніст Білорусі», у газеті «Літаратура і мастацтва», був кореспондентом «Правди» по Білорусі, головним редактором журналу «Молодість», де друкував твори Василя Бикова і Володимира Короткевича, а також книгу Алеся Адамовича, Янки Бриля і Володимира Колесника «Я з вогненного села»
З 1978 р. Буравкін — голова Державного комітету Білоруської РСР з телебачення і радіомовленню.
Був головою Держтелерадіо БРСР (1978-1990), однак за підтримку демократичних сил та надання етеру лідерам БНФ був звільнений з посади й направлений на дипломатичну роботу.
У 1990-му отримав призначення постійного представника Республіки Білорусь при ООН, але 1993-го звернувся до голови ВР Республіки Білорусь з проханням про звільнення з цієї посади. Після повернення, у 1994-1995 рр., був заступником міністра культури і друку.
Надзвичайний і Повноважний Посол. Депутат Верховної Ради БРСР 10-го і 11-го скликань (1980-1990), був одним з ініціаторів прийняття Закону про мови. Був головою ТБМ імені Ф. Скорини. Лауреат Державної премії імені Янки Купали.
У 1995-2001 рр. працював у журналі «Їжак» у Мінську.
Член Білоруського ПЕН-центру, співголова Всебілоруського з'їзду за Незалежність (2000), Член Ради білоруського інтелігенції.
З 2008 р. був головою наглядової ради супутникового телеканалу «Белсат», який фінансований урядом Польщі і мовить з Варшави білоруською мовою.
Дружив з низкою відомих білоруських художників свого покоління. Часто промовою Геннадія Буравкіна відкривалися їх художні виставки.